# Guillermo Moreno
Guillermo Moreno Rumié (Cali, 15 dicembre 1951) è un ex cestista e allenatore di pallacanestro colombiano.

## Carriera
Ha guidato la Colombia ai Campionati americani del 2017.
Ha inoltre guidato la nazionale femminile.